# قطعنامه ۱۴۴۱ شورای امنیت
قطعنامه ۱۴۴۱ شورای امنیت سازمان ملل متحد که در تاریخ ۰۸ نوامبر ۲۰۰۲ (۱۷ آبان ۱۳۸۱) تصویب شد، سندی بین‌المللی دربارهٔ بررسی وضعیت میان عراق و کویت است. این قطعنامه طی نشست ۴۶۴۴ام با ۱۵ رای موافق، ۰ مخالف و ۰ ممتنع به اتفاق آرا تصویب شد.